# Province d'Andijan
La province d'Andijan (en ouzbek : Andijon viloyati) est une des 12 provinces de l'Ouzbékistan. Sa capitale administrative est la ville d'Andijan.

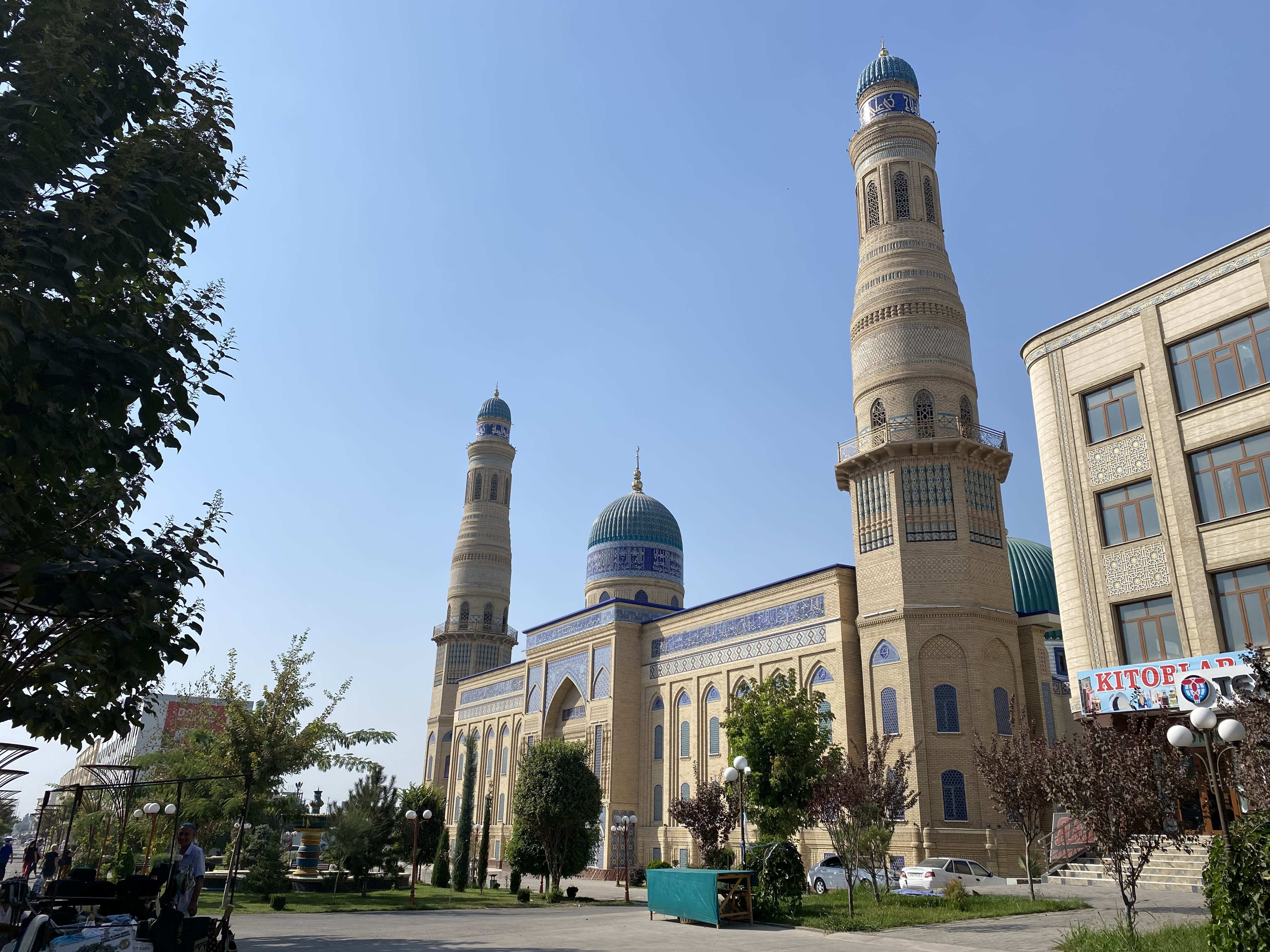
Mosquée Jami à Andijan

La province s'étend sur 4 200 km2. Elle est bordée au nord à l'est et au sud par le Kirghizistan, au sud également par la province de Ferghana, à l'ouest par la province de Namangan.
La ville d'Andijan, créée en 1941, est le quatrième centre industriel du pays après Tachkent, Samarcande et Ferghana.

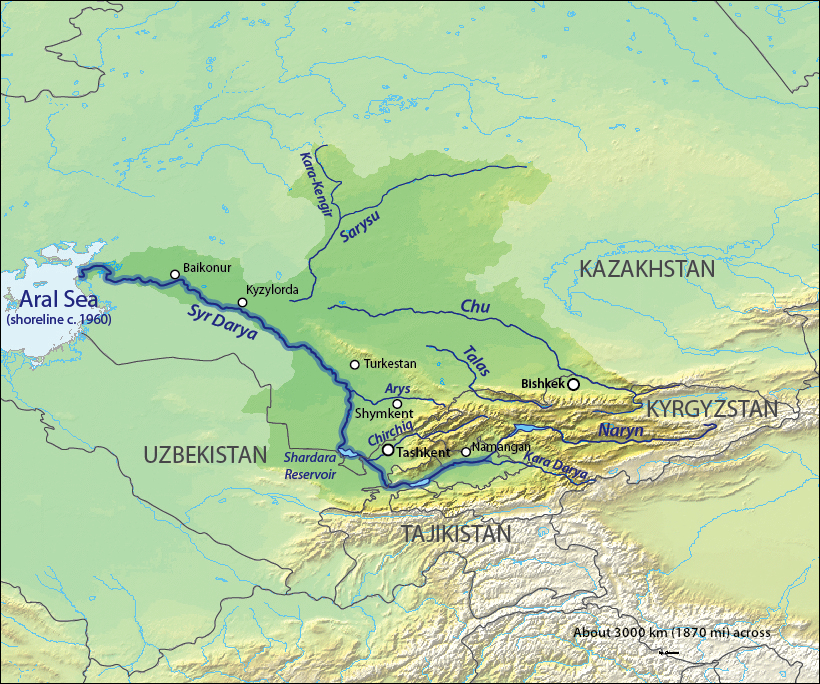
Vallée de Syr Darya

## Subdivisions
La province est subdivisée en 13 districts et 3 villes :
- Villes :
  - Andijan
  - Asaka
  - Xonobod

- Districts :
  - Andijan
  - Asaka
  - Buloqboshi
  - Baliqchi
  - Bo'z
  - Ho'jaobod
  - Izboskan
  - Jalolquduq
  - Marhamat
  - Oltinkul
  - Paxtobod
  - Qoʻrgʻontepa
  - Shahrihon

## Dirigeants
| Nom                     | de              | à               |
| ----------------------- | --------------- | --------------- |
| Kayum Khalmurzaev       | 4 janvier 1992  | 1993            |
| Qobiljon Obidov         | 1993            | Octobre 1996    |
| Mamayusuf Mamasiddiqov  | 1996            | 2000            |
| Qobiljon Obidov         | Janvier 2000    | 25 mai 2004     |
| Saʻdulla Begaliyev      | 25 mai 2004     | 13 octobre 2006 |
| Ahmadjon Usmonov        | 13 octobre 2006 | 1er avril 2013  |
| Shuhratbek Abdurahmonov | 26 avril 2013   | actuel          |